# Paroisse de Richibouctou
La paroisse de Richibouctou est une paroisse civile du comté de Kent, à l'est du Nouveau-Brunswick, au Canada. Elle comprend les anciens districts de services locaux (DSL) de Cap-de-Richibouctou et la paroisse de Richibouctou ainsi que la ville de Richibouctou, le village de Rexton et une partie du DSL de Sainte-Anne-de-Kent. Dans le cadre de la réforme de la gouvernance locale du 1er janvier 2023, le territoire du DSL a été réparti entre la ville de Grand-Bouctouche et le village de Five Rivers.
Au recensement de 2016, on y a dénombré 1887 habitants.

## Toponyme
La paroisse fut nommée Liverpool à sa création en 1826, en l'honneur de Robert Jenkinson, 2e comte de Liverpool (1770-1828), premier ministre du Royaume-Uni de 1812 à 1827. Elle prit le nom actuel en 1836, d'après la rivière Richibouctou. Le nom officiel est Richibucto, mais il est généralement épelé Richibouctou en français.

### Hameaux et lieux-dits
La paroisse comprend les hameaux de East Galloway, Galloway, Upper Rexton, West Galloway, Jardineville et Village-La-Prairie. Saint-Charles-Station est une ancienne gare. Les Archives provinciales du Nouveau-Brunswick recensent aussi quelques hameaux dont peu d'informations sont connues, notamment leur situation géographique. Ceux-ci sont Lower Cape, River Road, St. Nicholas River et South Richibouctou River.
East Galloway est nommé d'après la région de Galloway, en Écosse, d’où sont originaires les fondateurs. Le toponyme Galloway a la même origine, de même que West Galloway. La localité a aussi porté le nom de New Galloway, et improprement de Galway,. Jardineville pourrait être nommé selon l'un des personnalités de la famille Jardine. Upper Rexton est nommé ainsi d'après sa position par rapport au village de Rexton. L'origine du nom de Village-La-Prairie n'est pas connue.
L'origine du nom de Lower Cape, de River Road et de Saint-Charles-Station n'est pas connue,,. Il en est de même pour St. Nicholas River, qui a toutefois aussi porté le nom de Nicholas River. South Richibouctou village tire l'origine de son toponyme dans celui de Richibouctou.

## Géographie
La paroisse de Richibouctou est généralement considérée comme faisant partie de l'Acadie.

### Géologie
Le sous-sol de Richibouctou est composé principalement de roches sédimentaires du groupe de Pictou datant du Pennsylvanien (entre 300 et 311 millions d'années).

## Histoire
La paroisse de Richibouctou est située dans le territoire historique des Micmacs, plus précisément dans le district de Sigenigteoag, qui comprend l'actuelle côte Est du Nouveau-Brunswick, jusqu'à la baie de Fundy.
John et Robert Jardine s'installent au village du même nom en 1812. Galloway, parfois appelé New Galloway et improprement Galway, est fondé en 1820 par environ 18 familles écossaises de Wigton et de Kirkcudbright, dans la région de Galloway,. Avant le XXe siècle, le hameau est déjà majoritairement acadien.
En 1825, le territoire est touché par les Grands feux de la Miramichi, qui dévastent entre 10 000 km2 et 20 000 km2 dans le centre et le nord-est de la province et tuent en tout plus de 280 personnes,.
East Galloway est fondé en 1830, par des Écossais de la région de Galloway, en Écosse. Les neveux de John Jardine, Thomas et un autre John, s'installent à Jardine en 1832 pour y construire un chantier naval. En 1866, East Galloway et Galloway comptent chacun 13 familles, vivant surtout d'agriculture,. En 1871, Galloway comptait 150 habitants. Peu de choses sont connues sur Lower Cape, si ce n'est que le hameau comptait 150 habitants en 1871 et qu'il y avait un phare. La date de fondation de St. Nicholas River n'est pas connue mais l'établissement compte en 1898 une fromagerie, une église et une population de 300 personnes, vivant de la pêche et de l'agriculture. Le bureau de poste de Jardine ouvre ses portes en 1899.

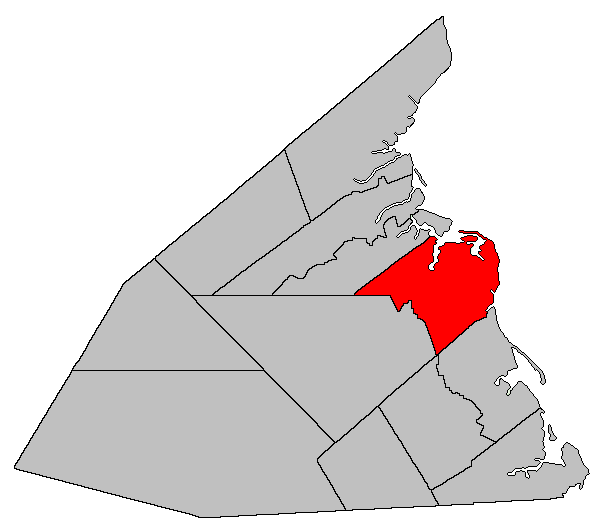
Situation sur une carte des paroisses civiles du comté de Kent (certains DSL et municipalités ne sont donc pas montrés).

En 1904, Jardine compte un magasin et 50 habitants, vivant surtout de la pêche et de l'agriculture. La date de fondation d'upper Rexton n’est pas connue mais son bureau de poste ouvre ses portes en 1904. Le bureau de poste d'East Galloway ouvre ses portes en 1908. La date de fondation de Village-La-Prairie n'est pas connue mais son bureau de poste ouvre ses portes en 1909. Peu de choses sont connues sur River Road mais la localité compte 24 familles en 1911. La situation est la même pour South Richibouctou Village, qui compte six familles au même moment. Le bureau de poste de Jardine ferme ses portes en 1946. Les bureaux de poste de Galloway et de Village-La-Prairie ferment leurs portes en 1956,. Le bureau de poste d'Upper Rexton ferme ses portes en 1960. La municipalité du comté de Kent est dissoute en 1966. La paroisse de Richibouctou devient un district de services locaux en 1967.
Les archives provinciales du Nouveau-Brunswick ne recensent aucune information sur l'histoire de Saint-Charles-Station et de West Galloway,.

## Démographie
| 2001  | 2006  | 2011  | 2016  |
| ----- | ----- | ----- | ----- |
| 1 997 | 2 022 | 1 986 | 1 887 |

## Administration

### Comité consultatif
En tant que district de services locaux, la paroisse de Richibouctou est en théorie administré directement par le Ministère des Gouvernements locaux du Nouveau-Brunswick, secondé par un comité consultatif élu composé de cinq membres dont un président. Il n'y a actuellement aucun comité consultatif.

### Commission de services régionaux
La paroisse de Richibouctou fait partie de la Région 6, une commission de services régionaux (CSR) devant commencer officiellement ses activités le 1er janvier 2013. Contrairement aux municipalités, les DSL sont représentés au conseil par un nombre de représentants proportionnel à leur population et leur assiette fiscale. Ces représentants sont élus par les présidents des DSL mais sont nommés par le gouvernement s'il n'y a pas assez de présidents en fonction. Les services obligatoirement offerts par les CSR sont l'aménagement régional, l'aménagement local dans le cas des DSL, la gestion des déchets solides, la planification des mesures d'urgence ainsi que la collaboration en matière de services de police, la planification et le partage des coûts des infrastructures régionales de sport, de loisirs et de culture; d'autres services pourraient s'ajouter à cette liste.

### Représentation et tendances politiques
Nouveau-Brunswick: La majeure partie de la paroisse de Richibouctou est comprise dans la circonscription provinciale de Kent, qui est représentée à l'Assemblée législative du Nouveau-Brunswick par Shawn Graham, ancien premier ministre du Nouveau-Brunswick. Il fut élu en 1999 puis réélu en 1999, en 2003, en 2006 et en 2010.
 Canada: La paroisse de Richibouctou fait partie de la circonscription fédérale de Beauséjour. Cette circonscription est représentée à la Chambre des communes du Canada par Dominic LeBlanc, du Parti libéral.

### Ancienne administration paroissiale
|  | Indépendant | 1944 - 194? | Edgar Fagan Franklin H. LeGoff |
|  | Indépendant | 19?? - 195? | Edgar Fagan Franklin LeGoff    |

## Économie
Entreprise Kent, membre du Réseau Entreprise, a la responsabilité du développement économique.

## Infrastructures et services
Le bureau de poste et le détachement de la Gendarmerie royale du Canada les plus proches sont situés à Richibouctou.
Les francophones bénéficient du quotidien L'Acadie nouvelle, publié à Caraquet, ainsi que de l'hebdomadaire L'Étoile, de Dieppe. Les anglophones bénéficient quant à eux des quotidiens Telegraph-Journal, publié à Saint-Jean et Times & Transcript, de Moncton.

## Culture
La localité fait partie du « pays de la Mariecomo », comprenant la côte entre Richibouctou au nord et Cap-Pelé au sud, dans le roman La Mariecomo de Régis Brun.